# غاري مكمان
غاري مكمان (بالإنجليزية: Garry McMahon)‏ هو لاعب كرة القدم الغالية أيرلندي، ولد في 31 أغسطس 1937 في ليستاول ‏ في جمهورية أيرلندا، وتوفي في 5 مارس 2008.